# Julie Jensen (Freestyle-Skierin)
Julie Brendengen Jensen (* 15. März 1990 in Bærum) ist eine ehemalige norwegische Freestyle-Skierin. Sie startete in der Disziplin Skicross.

## Werdegang
Jensen nahm von 2006 bis 2009 als Alpine Skirennläuferin vorwiegend an FIS-Rennen teil und startete im Skicross erstmals im Januar 2008 in Les Contamines im Freestyle-Skiing-Weltcup, wobei sie den 17. Platz errang. In der Saison 2009/10 erreichte sie mit dem achten Platz in Branäs ihre erste Top-Zehn-Platzierung im Weltcup und fuhr bei den Olympischen Winterspielen 2010 in Vancouver auf den achten Platz. Zudem wurde sie bei den Juniorenweltmeisterschaften 2010 in Cardrona Neunte. In der folgenden Saison belegte sie bei den Weltmeisterschaften 2011 in Deer Valley den 16. Platz und errang mit dem 20. Platz im Skicross-Weltcup ihr bestes Gesamtergebnis. Nachdem sie in der Saison 2011/12 mit dem fünften Platz in Innichen ihre beste Platzierung im Weltcup erreicht hatte, kam sie in den folgenden Jahren bei den Weltmeisterschaften 2013 in Voss auf den 21. Platz und bei den Weltmeisterschaften 2015 am Kreischberg auf den 15. Rang. Ihren 54. und damit letzten Weltcup absolvierte sie im Februar 2015 in Arosa, welchen sie auf dem 15. Platz beendete.

## Erfolge

### Olympische Spiele
- 2010 Vancouver: 8. Platz Skicross

### Weltmeisterschaften
- 2011 Deer Valley: 16. Platz Skicross
- 2013 Voss: 21. Platz Skicross
- 2015 Kreischberg: 15. Platz Skicross

### Weltcupwertungen
| Saison  | Gesamt | Gesamt | Skicross | Skicross |
| Saison  | Platz  | Punkte | Platz    | Punkte   |
| ------- | ------ | ------ | -------- | -------- |
| 2007/08 | 108.   | 3      | 33.      | 26       |
| 2008/09 | -      | -      | 52.      | 5        |
| 2009/10 | 71.    | 10     | 25.      | 107      |
| 2010/11 | 63.    | 12     | 20.      | 127      |
| 2011/12 | 76.    | 12     | 24.      | 115      |
| 2012/13 | 98.    | 12     | 22.      | 124      |
| 2013/14 | 114.   | 10     | 24.      | 112      |
| 2014/15 | 114.   | 5,64   | 26.      | 62       |

### Weitere Erfolge
- 6 Podestplätze  im Europacup
- Juniorenweltmeisterschaften 2010: 9. Platz Skicross